# Lipów (Białoruś)
Lipów (błr. Ліпава, ros. Липов) – agromiasteczko na Białorusi, w rejonie kalinkowickim obwodu homelskiego, około 40 km na północny wschód od Mozyrza, siedziba sielsowietu.

## Historia
Wieś Lipów znana była od XV wieku jako dziedzictwo rodziny Horwattów. Była centrum majątku liczącego kilkanaście wsi. Rodzina ta bardzo wzbogaciła się w ciągu XVIII i XIX wieku. W XVIII wieku właścicielem majątku był Tadeusz Horwatt (ur. w 1737 roku), rotmistrz mozyrski, po nim dziedziczył jego syn Ignacy (ur. w 1764 roku), sędzia grodzki mozyrski, po nim Otton (1809–1894), marszałek gubernialny miński, po nim natomiast (ponieważ był bezdzietny) ostatnim właścicielem Lipowa (do traktatu ryskiego) był wnuk jego brata Aleksandra, Stanisław Horwatt (1865–1934).
Była to wieś królewska, położona w końcu XVIII wieku w powiecie mozyrskim województwa mińskiego. W wyniku II rozbioru Polski wieś znalazła się w 1793 roku w Imperium Rosyjskim. W 1921 roku znalazła się w ZSRR, a od 1991 roku – na Białorusi.
W 1800 roku wybudowano we wsi cerkiew. W 1843 roku była tu gorzelnia, 2 konne młyny, 2 zajazdy. W 1860 roku uruchomiono cegielnię. W 1864 roku otwarto szkołę (w jednej z chłopskich chałup, w 1910 roku wybudowano nowy budynek szkoły). Od 1880 roku działał tu również browar. W 1897 roku, poza mieszkańcami pałacu, w Lipowie mieszkało 135 osób.

## Dawne zabytki

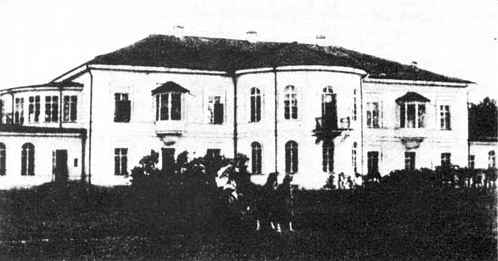
Dwór Horvatów w majątku Lipov. Zdjęcie z początku XX wieku.

W 1850 roku Otton Horwatt wytyczył we wschodniej części wsi duży park, w którym zasadzono wiele rzadkich gatunków drzew i krzaków. W latach 1852–1862 wybudowano tu późnoklasycystyczny pałac. Rezydencja składała się z 3 części: głównego domu mieszkalnego oraz dwóch stojących naprzeciw siebie oficyn połączonych z głównym budynkiem krytymi galeriami. Centralna część była dwukondygnacyjna, o dziewięcioosiowej elewacji, na planie prostokąta. Elewację frontową podkreślał ryzalit, w którego centralnej części był czterokolumnowy portyk z tarasem. Ryzalit ogrodowy miał formę półokrągłą. Wewnątrz znajdowały się m.in. dwie duże okrągłe sale. W pałacu była duża biblioteka, katolicka kaplica pałacowa i znana galeria sztuki.
Obecnie w pozostałościach po oficynach mieści się administracja Poleskiej Rolniczej Stacji Badawczej „Lipów”. Stacja ta, powstała w 1956 roku na bazie sowchozu „Lipów”, należy do Białoruskiego Rolniczego Instytutu Badawczego.
Majątek w Lipowie został opisany w pracy Antoniego Urbańskiego Upamiętnienie (w serii Memento kresowe) wydanej w 1929 roku. Jest również opisany w 1. tomie Dziejów rezydencji na dawnych kresach Rzeczypospolitej Romana Aftanazego.